# Amerila affinis
Amerila affinis là một loài bướm đêm thuộc phân họ Arctiinae, họ Erebidae.